# Gabriela de Habsbourg
Titres
Ambassadrice de la République de Géorgie auprès de la République fédérale d'Allemagne
6 novembre 2009 – 15 janvier 2013
(5 ans et 2 mois)
14e grande maîtresse de la Croix étoilée
Depuis le 3 février 2010
Gabriela de Habsbourg (née le 14 octobre 1956), archiduchesse d'Autriche, est la petite-fille de Charles Ier, dernier empereur d'Autriche. Elle est également une sculptrice abstraite prolifique, travaillant principalement en acier inoxydable ainsi qu'en lithographie imprimée sur pierre. Elle fut ambassadrice de Géorgie en Allemagne de 2009  à 2013.

## Jeunesse
Gabriela de Habsbuurg est née au Luxembourg, quatrième enfant d'Otto de Habsbourg-Lorraine, ancien prince impérial d'Autriche, et de son épouse, la princesse Regina de Saxe-Meiningen. Baptisée Gabriela Maria Charlotte Felicitas Elisabeth Antonia, son acte de naissance la mentionne avec son nom de famille « d'Autriche-Hongrie » (von Österreich-Ungarn).
Elle a été élevée au domicile de ses parents en exil, à la Villa Austria, à Pöcking, en Bavière. À la suite du bannissement des Habsbourg de l'Autriche, elle explique qu'elle a grandi privée de tout sentiment nationaliste, développant à la place une image d'elle-même en tant qu'« européenne ». Elle pense que le rôle de sa dynastie dans l'histoire a façonné son éducation : «J'ai grandi dans une famille où nous ne parlions de rien aux repas, sauf de la politique», se souvient-elle.
Après avoir obtenu son diplôme en 1976, Gabriela de Habsbourg étudie la philosophie pendant deux ans à l'université Louis-et-Maximilien de Munich. De 1978 à 1982, elle a étudié l'art à l'Académie des Arts de Munich avec Robert Jacobsen et Eduardo Paolozzi.
Bien que petite-fille du dernier empereur autrichien, Charles Ier, elle n'utilise pas ses titres ancestraux en tant que membre de la maison de Habsbourg : « Princesse impériale et archiduchesse d'Autriche, princesse royale de Hongrie et de Bohême », avec le prédicat d'altesse impériale et royale,. L'utilisation de tels titres étant illégale en Hongrie et en Autriche.

## Carrière
Depuis 2001, elle est professeur d'art à l'Académie des Arts de Tbilissi, en Géorgie, tout en enseignant à l'Académie d'été des Arts de Neubourg-sur-le-Danube, en Allemagne jusqu'en 2005. Elle a trouvé inspirante la créativité et la gaieté de ses élèves face à l'adversité alors répandue en Géorgie. Pendant son mandat, elle a obtenu la citoyenneté géorgienne. Son vignoble de cinq hectares en Géorgie produit du vin.
En novembre 2009, la Géorgie a nommé Gabriela de Habsbourg ambassadrice en Allemagne et, depuis mars 2011, elle possède un appartement à Berlin,. Estimant que l'histoire géorgienne a servi de creuset à la culture européenne, elle a soutenu que les réformes de libéralisation du président Mikheil Saakachvili ont été bienvenues et revigorantes pour le peuple et l'économie géorgiens, ce qui l'a incitée à travailler pour l'adhésion de la Géorgie au marché européen. Elle a été relevée de son poste en janvier 2013, après le changement de gouvernement en Géorgie en octobre 2012.
Depuis mars 2010, Gabriela de Habsbourg représente la Géorgie au conseil international du Service autrichien à l'étranger.

## Quelques installations publiques
- 1985 : Musée de l'État de Tyrolya (Ferdinandeum), Innsbruck, Autriche
- 1990 : National Academy of Science, Washington DC
- 1994 : Voest Alpine MCE, Linz, Autriche
- 1994 : Achmatowa Museum, Saint-Pétersbourg, Russie
- 1994 : Museion Bozen, Bolzano, Italie
- 1995 : Musée d'art étranger, Riga, Lettonie
- 1996 : Musée Würth, Künzelsau, Allemagne
- 1997 : Galerie municipale de Budapest, Hongrie
- 1998 : Musée de la ville de Skopje, Macédoine
- 1998 : Galeria Murska Sobota, Slovénie
- 2004 : Parc de sculptures de la Fondation Skulpturschweiz, Lucerne, Suisse
- 2007 : Monument de la révolution des roses en Géorgie
- 2009 : Monument aux trois pouvoirs de l'État, à l'administration présidentielle géorgienne en Géorgie

## Mariage et enfants
Le 30 août 1978, à Pöcking, en Bavière, Gabriela s'est mariée civilement et le 5 septembre 1978 religieusement au Mont Sainte-Odile à Christian Meister (né le 1er septembre 1954 à Starnberg), avocat allemand, fils de Karl Meister et de Johanna Sponheim. Ils ont divorcé en 1997 et obtenu une reconnaissance de nullité. Gabriela était la seule des sept enfants de ses parents à épouser un conjoint qui n'avait ni titre ni nom aristocratique. Ils ont eu trois enfants et quatre petits-enfants: 
- Séverin Meister (né le 9 janvier 1981 à Starnberg), marié le 19 mai 2018 à Guanajuato, à María Cristina Luna Loya (née en 1989)
- Lioba Meister (née le 20 août 1983 à Starnberg), mariée le 13 juillet 2013 à Starnberg, à Alistair Drummond Hayward (né en 1982 en Afrique du Sud). Ils ont trois enfants : 
  - Karl Hayward (né en 2014)
  - Philippa Hayward (née le 23 mars 2016)
  - Teresa Hayward (née en 2018)
- Alene Meister (née le 7 septembre 1986 à Starnberg), mariée en 2017 à  Carl-Alexander von Trott zu Solz (né en 1983). Ils ont un enfant.

## Titres et honneurs

### Titulature
- depuis le 14 octobre 1956 : Son Altesse Impériale et Royale l'Archiduchesse Gabriela de Habsbourg-Lorraine, Archiduchesse d'Autriche, princesse de Hongrie

### Distinctions

#### Honneurs dynastiques
- Maison de Habsbourg : Dame Grand-Croix de l'ordre de la Croix Étoilée[9],[10],[11],[12]

#### Honneurs nationaux
- Georgia: Membre de l'ordre de la Toison d'Or géorgienne[13]
- Georgia: Récipiendaire de la Médaille d'honneur géorgienne[14]

## Remarques
1. ↑  Parliament Approves New Ambassador to Germany. Civil Georgia. November 6, 2009
2. ↑  Saakashvili Dismisses Ambassadors FM Wanted to be Replaced. Civil Georgia. January 15, 2013
3. ↑  « Gabriela von Habsburg: "Riesenvorteil, heute zu leben" », DiePresse.com
4. 1 2 3 4  David Gelber, « The art of diplomacy », Financial Times,‎ 29 avril 2011 (lire en ligne, consulté le 21 mai 2011)
5. 1 2  de Badts de Cugnac, Chantal and Coutant de Saisseval, Guy. Le Petit Gotha. Empire d'Autriche-Hongrie. Paris, 2002, p.201.  (ISBN 2-9507974-3-1)
6. ↑  « RIS - Gesamte Rechtsvorschrift für Habsburgergesetz - Bundesrecht konsolidiert, Fassung vom 09.08.2015 », bka.gv.at
7. ↑  « Georgia Nominates Habsburg Duchess as Envoy to Germany » (consulté le 27 octobre 2009)
8. ↑  « Österreichischer Auslandsdienst » [archive du 30 mai 2012], auslandsdienst.at
9. ↑  Archdiocese of Vienna  - " Oberste Schutzfrau: Gabriela Habsburg-Lothringen "
10. ↑  Sancrucensis, blog article about the Order and its Grand Mistress
11. ↑  « Seeger Press » [archive du 21 juillet 2015] (consulté le 18 juillet 2015)
12. ↑  Considering that her brother Karl and sister-in-law Francesca live separated since 2003, Archduchess Gabriela assumes, since her mother Regina's death in 2010, the rank of Grand Mistress of the Order, normally held by the wife of the Head of the imperial House.[réf. nécessaire]  The order requires 16 quarters and legitimate birth, as well as Catholicism. Francesca, estranged wife of the Head, was not born within Catholic marriage, nor does she have 16 noble great-great-grandparents as required. Her sister-in-law Archduchess Eilika is not Catholic. However, the choice of Archduchess Gabriela is surprising, given that she has older sisters
13. ↑  « Hohe Ehrungen Für Den Nestor Der Jenaer Kaukasiologie – Thueringenreporter »(Archive.org • Wikiwix • Archive.is • Google • Que faire ?).
14. ↑  Profil -Internationaler Hilfsfonds e.V